# 薩爾興魏爾湖

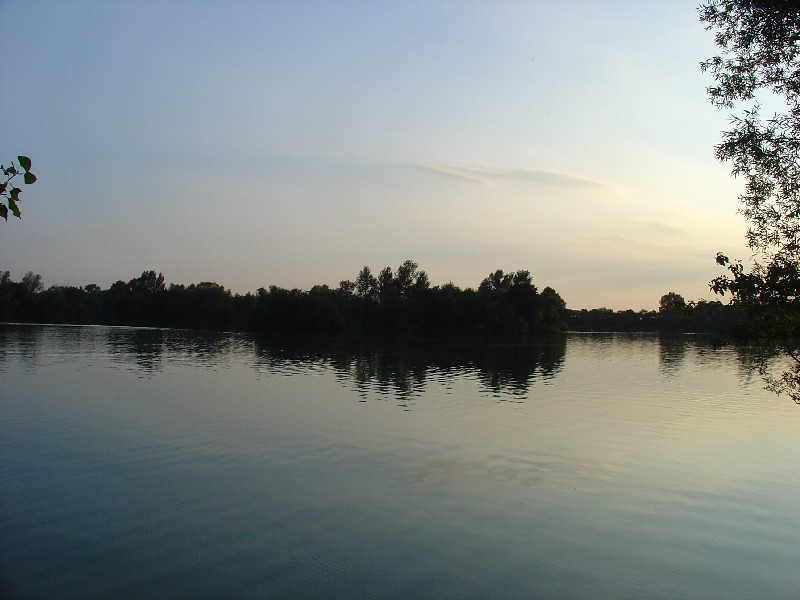

49°0′27.72″N 12°15′9.01″E / 49.0077000°N 12.2525028°E
薩爾興魏爾湖（德語：Sarchinger Weiher），是德國的湖泊，位於該國東南部，由巴伐利亞負責管轄，處於上普法爾茨行政區的雷根斯堡縣，面積0.3平方公里，海拔高度330米，最大水深7米。